# Контрастивний аналіз
Контрастивний аналіз — це систематичне вивчення пари мов з метою виявлення їх структурних відмінностей і подібностей. Історично він використовувався для вивчення другої мови.

## Контрастивний аналіз і засвоєння другої мови
У 1960-х і на початку 1970-х років порівняльний аналіз широко використовувався в галузі засвоєння другої мови з метою пояснити, чому певні характеристики цільової мови є важчими для засвоєння, ніж інші. Відповідно до поширених у той час біхевіористичних теорій, вивчення мови є звиканням, та наявні звички можуть підкріплювати його чи перешкоджати йому. Таким чином, труднощі в опануванні певних структур другої мови (М2) залежать від різниці між рідною мовою учнів (М1) і мовою, яку вони намагаються вивчити.

## Історія
Теоретична основа для того, що було відомо як гіпотеза контрастивного аналізу, була сформульована в книзі «Linguistics Across Cultures» (1957) Роберта Ладо. У цій книзі Ладо стверджує, що «елементи, схожі з рідною мовою [учня], будуть для нього легкими, а елементи, які відрізняються від рідної мови, будуть для нього важкими». Хоча ідея не нова, Ладо був першим, хто запропонував комплексне теоретичне дослідження та систематичний набір технічних процедур для порівняльного вивчення мов. Це включало опис мов (з використанням структурної лінгвістики), їх порівняння та передбачення труднощів у навчанні.
1960-ті роки характеризувалися широким інтересом до цієї техніки. Так, було створено контрастивні описи кількох європейських мов, багато з яких були спонсоровані Центром прикладної лінгвістики у Вашингтоні, округ Колумбія. Очікувалося, що визначення потенційних труднощів за допомогою порівняльного аналізу дасть змогу ефективніше розробляти мовні курси. Контрастивний аналіз, так само як біхевіоризм і структуралізм, мав глибокий вплив на розробку навчальної програми вивчення другої мови та підготовку викладачів мови. Завдяки йому також було закладено теоретичні основи аудіолінгвального методу.

## Критика
Якщо загалом сформулювати гіпотезу контрастивного аналізу, то вона стверджувала, що всі помилки, зроблені під час вивчення М2, можуть бути пов'язані з «перешкодами» в М1. Однак це твердження не вдалося підтвердити емпіричними даними, накопиченими в середині та наприкінці 1970-х рр. Невдовзі було помічено, що деякі помилки, виявлені контрастивним аналізом, незрозумілим чином не спостерігалися в мові учня. До того ж деякі поширені помилки учні допускали незалежно від рівня М1. Тому стало зрозуміло, що порівняльний аналіз не може передбачити всі труднощі в навчанні, але він, безумовно, корисний для ретроспективного пояснення помилок.